# Kristofer Randers
Kristofer Randers (* 1. April 1851 in Aremark, Norwegen; † 15. März 1917 in Kristiania, dem heutigen Oslo) war ein norwegischer Schriftsteller, Dichter, Kritiker und Beamter. Er war auch Theaterkritiker für die Zeitung Aftenposten.

Seine Eltern waren der Arzt Marcus Gjøe Rosenkrantz Randers (1817–1895) und Johanne („Hanna“) Ditlefine Borch (1823–1900).
Randers wurde in Aremark geboren, wuchs aber in Salten und Ålesund auf.
Auf dem Berg Aksla oberhalb von Ålesund befindet sich das ihm zu Ehren errichtete Kristofer-Randers-Denkmal.

## Werke
- Med Lyre og Lanse, 1879
- Polemiske Sonetter, 1880
- Vaarbrudd. Erotiske Stemninger, 1880
- Et Skriftemaal, 1881
- Frie Ord. Polemiske epigrammer, 1883–91
- Literaturbref från Norge, 1884
- Norsk Natur. Stemninger og Skildringer, 1887
- Søndmøre. Reisehaandbog, 1890
- Tidsruner, 1894
- Unge Sange, 1894
- En Kjærlighedsvaar, 1894
- En Tylvt Studenter-Balsange, 1896
- Fester og Minder, 1900
- Sol og Skygge, 1911